# Săbăreni
Săbăreni – wieś w Rumunii, w okręgu Giurgiu, w gminie Săbăreni. W 2011 roku liczyła 2864 mieszkańców.